# 三ヶ村落堀
三ヶ村落堀（さんかそんおとしぼり）は、埼玉県白岡市を流れる河川である。三ヶ村落川（さんかそんおとしがわ）、または単に三ヶ村落（さんかそんおとし）とも称されている。

## 概要
文禄3年（1594年）に利根川の本流であった会の川を仕切り流路が変更されたため、利根川から分流する日川の水量が減少した。これに伴い後背湿地を開発する事が可能になり、備前堀、隼人堀川、姫宮堀川などと共に排水路として開削された。
起点周辺は白岡駅南部の市街地となっており、流下するにしたがって水田などの農地が見え、また一部では集落となる。起点付近が市街地ということもあり、冬季の非灌漑期では都市排水・生活排水の流入により水質が悪化する傾向にある。なお、詳細な流路に関しては以下の流路節を参照されたい。

## 流路
- 白岡駅の南方約200 mの地点にて東北本線を東側へと横断する[3]。その後、大字小久喜を南南東へと流下し約400 mほど流下したところで東北東へと流路を変え約150 mほど流下、その後再び南南東へと向かい大字千駄野（北側）と大字小久喜（南側）の境界を流下する[3]。この付近では大字千駄野と大字小久喜との境界にて南南東へと流下する際に、北北西より流下してくる水路が流入する。
- 東北自動車道および側道を東側へと横断し、約250 mほど流下したところで北東へと流路を変え、大字千駄野（西側）と大字実ヶ谷（東側）の境界を流下する。北東へと流路を変える地点にて南西より流下してくる水路が流入する。
- 約100 mほど流下した地点にて西より水路が流入する。この付近より両岸とも大字千駄野となる。この付近より徐々に曲流しながら北東方面より東へと流路を変える。「四ツ谷かいどう橋」の下流付近にて北より流下してくる水路が流入する。
- 大字実ヶ谷を東へと流下し、大字岡泉の中北部を東北東へと流下する。途中、黒沼用水と立体交差をし、三ヶ村落堀は黒沼用水の下を流下する[4]。
- 大字岡泉（南側）と大字上野田（北側）の境界にて北西より流下してくる隼人堀川に至り、合流・終点となる[3]。
- 終点：隼人堀川

## 施設
- 黒沼用水掛樋[4]

## 橋梁
- （東北本線橋梁）
- （東北自動車道西側側道）
- （東北自動車道）
- （埼玉県道162号蓮田白岡久喜線）
- つばき橋[5]
- さつき橋
- 四ツ谷かいどう橋
- どうだん橋
- 岡泉里橋
- 本田橋（埼玉県道78号春日部菖蒲線）
- 日勝橋